# 음력 8월 22일
음력 8월 22일은 음력 8월의 22번째 날이다.

## 사건
- 2015년 - 인천광역시 중구 팔미도에서 연안부두를 오가던 유람선이 접안 중 사고가 발생해 72명이 부상을 입었다.

## 문화
- 1988년 - 제 24회 서울 올림픽 폐막.
- 2000년 - 시드니올림픽 여자양궁 개인전에서 윤미진, 김남순, 김수녕 금-은-동 수상.

## 탄생
- 1953년 - 대한민국의 희극배우 문영미.
- 1962년 - 대한민국의 배우 유태술.
- 1989년 - 대한민국의 전 아나운서 박유라.
- 1990년 - 대한민국의 배우 하연수.
- 1991년 - 대한민국의 가수 유수현.
- 1992년 - 미국의 래퍼 엠버(F(x)).

## 사망
- 1530년 - 조선 성종의 비 정현왕후.
- 2022년 - 대한민국의 싱어송라이터 박정운.

## 같이 보기
- 음력 360일: 1월 2월 3월 4월 5월 6월 7월 8월 9월 10월 11월 12월
- 전날:8월 21일 다음날:8월 23일 - 전달:7월 22일 다음달:9월 22일
- 양력:8월 22일
- 음력, 윤달